# Royaume de Lindsey
Pour les articles homonymes, voir Lindsey.
Le Lindsey est un royaume anglo-saxon situé dans le nord de l'actuel Lincolnshire, entre la Witham, la Trent et l'estuaire du Humber. Son histoire politique est presque entièrement inconnue, mais il semble s'être substitué à un royaume breton centré sur la ville de Lincoln. Disputé entre la Mercie et la Northumbrie au VIIe siècle, il passe définitivement sous la domination mercienne à la suite de la bataille de la Trent, en 679. Le Lindsey possède également à partir de 678 son propre évêché, dont le siège de Syddenses civitas reste indéterminé.

## Étymologie
Le nom Lindsey vient de sa capitale, l'actuelle Lincoln, fondée par les Romains sous le nom de Lindum Colonia (en). Ce nom évolue au fil du temps et devient Lindon à l'époque brittonique, tandis que la région environnante prend le nom de Lindēs et ses habitants deviennent les Lindenses. Dans la Historia Brittonum, rédigée dans le nord du pays de Galles au IXe siècle, le Lindsey est appelé regione Linnuis. Ces noms constituent un argument en faveur de l'existence d'une structure politique centrée sur Lincoln avant l'arrivée des Anglo-Saxons : avec le Kent, le Lindsey fait partie des rares royaumes anglo-saxons dont le nom n'est pas une construction neuve vieil-anglaise.
L'évolution du nom se poursuit en vieil anglais avec deux suffixes différents. On trouve Lindissi ou Lindesse chez Bède le Vénérable et dans certaines versions de la Chronique anglo-saxonne, mais aussi Lindesig ou Lindissig chez Asser et dans d'autres versions de la Chronique. Le second est à l'origine de la forme moderne du nom.

## Géographie
Les frontières exactes du royaume de Lindsey sont inconnues. Elles correspondent sans doute aux barrières naturelles que constituent la mer du Nord à l'est, l'estuaire du Humber au nord, la Trent à l'ouest et la Witham au sud. Le canal de Foss Dyke (en), percé par les Romains au IIe siècle entre la Trent et la Witham, referme le cercle d'eau qui entoure le Lindsey. Outre ces cours d'eau, les marais environnants (en grande partie drainés depuis) constituent une barrière naturelle supplémentaire. Il s'agit des marais de l'île d'Axholme et de Hartfield Level au nord, des marais de Wildmore Fen, East Fen, West Fen, Holland Fen et Wyberton Fen à l'est et des marais de Lindsey Level et Deeping Level (en) au sud qui rejoignent les marécages d'Est-Anglie. 
Le relief de Lindsey est peu marqué, malgré la présence d'une colonne vertébrale s'étendant du nord au sud en étant formée d'une série de collines calcaires de 100 à 150 mètres de haut: ce sont les Lincolnshire Wolds ou simplement The Wolds[9]. De cette basse chaîne de collines, le terrain descend à l'est vers la côte de la mer du Nord et au sud-ouest vers les marais de la vallée de Witham. Les Wolds étaient une région boisée idéale pour l'installation des Anglo-Saxons, qui préféraient vivre dans des fermes familiales, avec des bâtiments en bois et consacrés à l'élevage, à la sylviculture et aux petites exploitations agricoles. C'est donc dans cette région que l'on trouve le plus grand nombre de petits cimetières du début de l'ère anglo-saxonne.
L'installation des Anglo-Saxons à Lindsey a été très précoce, vers le milieu du Ve siècle ou même avant, mais ils n'ont pas occupé les villes qui étaient encore gouvernées par les autorités locales britto-romaines, ce qui suggère une coexistence pacifique entre les deux peuples, arrivant plus tard à l'établissement de mariages mixtes. Deux villes du Lincolnshire (Winteringham et Winterton), situées sur la rive sud de la Humber, probablement nommées d'après le roi et la reine éponymes de Lindsey, le roi Winta, indiquent le site initial de l'établissement anglophone dans la région. Winteringham, qui semble avoir été formé par deux colonies, était situé exactement sur Ermine Street, où la route romaine traversait le Humber avec un bac pour Brough sur la rive nord de l'estuaire.
Depuis l'époque romaine, Lindsey jouissait d'une situation privilégiée, c'était un territoire fermé par les marais et la mer, elle jouissait donc d'une défense facile et en même temps elle était bien reliée aux grands axes de communication. Lindum était situé au confluent de deux importantes voies romaines, Ermine Street de Londinium à Eboracum (Londres-York) et la voie Fosse de Isca Dumnoniorum (Exeter). Par voie fluviale, Lindum était située au milieu de la route entre Eboracum (York) et Duroliponte (Cambridge), par les rivières Ouse, Trent, Whitam, Great Ouse et Cam, à Lindsey étaient les deux principaux canaux, la digue Foss qui communiquait avec Trent et Witham ; et la digue des voitures qui reliait Witham aux Fens. En raison de cette double situation de bonne défense et de communication, Lindum avait été choisie par les Romains comme capitale de la province de Flavia Cesarensis, et dans le Bas Empire, elle était devenue le centre administratif du lithuus saxonicus, bien qu'elle ne soit pas un port. Depuis Lindum, les garnisons des ports fortifiés de Grande-Bretagne étaient contrôlées et entraînées, ce qui explique la présence abondante de forts romains autour de la ville, ces forts devenant plus tard les fortifications des Anglo-Saxons de Lindsey : Castrum (Caistor), Benovallum (Hyrnecaestre, Horncastle), Causennis (Annacaester, Ancaster), Luda (Ludes, Louth), Sidnacaester (Stow), Drurobrivis (Tattershall), Vainona (Wemflet, Wainfleet), etc.

## Histoire

### Origines
La situation du Lindsey, le long de la mer du Nord et au sud du Humber, suggère qu'il s'agit d'un des premiers territoires occupés par les Anglo-Saxons. Les vallées du Humber, du Trent et de l'Ouse constituent la principale voie de pénétration des Angles dans le Nord de l'Angleterre, où ils fondent les royaumes du Deira, de Mercie et du Lindsey.
D'après la Historia Brittonum, le roi Arthur livre quatre batailles contre les Angles dans la région de Linnuis sur une rivière appelée Dublas, « (eau) bleu-noir », qui pourrait correspondre au Witham. Les différentes batailles rapportées dans ce texte peuvent être classées en plusieurs catégories : les inventions pures et simples, les batailles de la légende arthurienne et les affrontements authentiques rattachés a posteriori à la légende arthurienne. Les batailles du Lindsey pourraient appartenir à cette dernière catégorie.
L'archéologie permet d'affirmer qu'il existe d'importantes colonies anglo-saxonnes dans le Lincolnshire dès la seconde moitié du Ve siècle. C'est notamment le cas de grandes nécropoles situées dans la région de Lincoln, comme celle de Cleatham qui contient 1528 urnes funéraires. Toutefois, ces nécropoles de crémation ne sont pas situées à Lincoln même et forment en fait un anneau qui entoure la ville sur un vaste territoire, les plus proches étant celles de Cleatham, à trente kilomètres au nord, et de Loveden Hill, à vingt-cinq kilomètres au sud. Cela contraste avec des villes comme York, Caistor ou Leicester où des nécropoles de crémation ont été retrouvées à proximité. D'après Kevin Leahy, cette situation reflète l'existence d'une autorité implantée à Lincoln qui continue à contrôler la ville et ses alentours tout au long du Ve siècle et du début du VIe siècle, et qui contrôle aussi l'installation d'immigrants germaniques à ses frontières. D'autre part, si l'on tient compte de la répartition des cimetières, elle semble soutenir l'idée que l'équilibre des pouvoirs à la frontière avec les britons est passé aux mains des immigrants germains au cours du VIe siècle. 
Ainsi, après le retrait des Romains de Flavia Caesarensis, l'une des quatre provinces de Grande-Bretagne dont Lindum était la capitale, le pays a été dirigé par des dirigeants brittoniques locaux, et semble avoir été particulièrement prospère à la fin du IVe siècle. Au milieu ou à la fin du Ve siècle, les régions périphériques du pays ont été colonisées par des immigrants anglo-saxons, certainement dans le cadre d'une stratégie de défense délibérée, sûrement pour faire cesser des raids. Quoi qu'il en soit, il semble plausible que les dirigeants brittoniques basés à Lincoln à cette époque aient pu exercer un certain contrôle politique non seulement dans le voisinage immédiat de Lincoln, mais aussi dans les régions périphériques où ces Anglo-Saxons se sont installés. Le pouvoir et l'influence des Brittoniques semblent s'être détériorés à partir du VIe siècle. En fait, la découverte de sites avec des broches péninsulaires de type anglo-saxon indique qu'à un certain moment du VIe siècle, ces élites brittoniques ont pu adopter la culture des immigrants ou que le pouvoir à Lindsey était passé aux mains des Anglo-Saxons. Bède, dans son Histoire Ecclésiastique, indique qu'un Anglo-Saxon (Blæcca) contrôlait Lincoln au début du VIIe siècle.
Plusieurs noms dans les généalogies royales sont d'origine brittonique, ce qui suggère des mariages mixtes entre les Brittoniques et les Anglo-Saxons ; même dans les classes dirigeantes. Ces mariages peuvent indiquer que l'accès au pouvoir des Anglo-Saxons était relativement pacifique, ou du moins pas entièrement violent. Cette interprétation est corroborée par le nom même du royaume: Lindissi / Lindesig, une continuation de l'ancien nom brittonique. Il est également possible que le christianisme celtique ait été toléré par les nouveaux dirigeants. D'autre part, les élites brittoniques locales de la périphérie pourraient bien s'être acculturées et "converties" au système anglo-saxon afin de protéger leur propre situation.
En somme, la première partie de l'histoire du royaume de Lindsey est relativement commune pour l'époque : à la suite du départ des Romains, les élites brittoniques prirent le pouvoir et furent très vite confrontés à des raids. Pour y faire face, ils laissèrent des populations anglo-saxonnes s'installer sur les périphéries du territoire, puis au VIe siècle, ces populations prirent le pouvoir en profitant de la décrépitude de l'autorité brittonique et en acculturant les élites locales. 

### «Un royaume sans histoire»
L'historien Simon Keynes décrit le Lindsey comme « un royaume sans histoire ». Comparé aux autres royaumes anglo-saxons, il apparaît en effet très peu dans les sources écrites. Dans son Histoire ecclésiastique du peuple anglais, Bède le Vénérable évoque les monastères et les évêques du Lindsey, mais il ne dit rien de ses rois. Ces derniers ne sont connus qu'à travers une liste généalogique figurant dans la Collection anglienne qui retrace l'ascendance d'un dénommé Aldfrith :

« Aldfrith fils d'Eata, Eata fils d'Eanferth, Eanferth fils de Bisceop, Bisceop fils de Beda, Beda fils de Bubba, Bubba fils de Cædbæd, Cædbæd fils de Cwædgils, Cwædgils fils de Cretta, Cretta fils de Winta, Winta fils de Woden, Woden fils de Frealaf, Frealaf fils de Freothowulf, Freothowulf fils de Finn, Finn fils de Godwulf, Godwulf fils de Geat »

Faute de contexte, il est impossible de fournir une chronologie pour ces individus et même de savoir lesquels ont effectivement régné. Dans un article de 1927, l'historien Frank Stenton propose d'identifier Aldfrith au Ealdfrid rex qui apparaît comme témoin sur une charte du roi Offa de Mercie émise entre 787 et 796. Les historiens actuels considèrent qu'il s'agit plutôt d'une mention d'Ecgfrith, le fils d'Offa. Stenton note deux autres noms intéressants : Bisceop (littéralement « évêque » en vieil anglais) suggère une période postérieure à la christianisation de la région, et Cadbæd, avec l'élément celtique cad-, reflète une période d'échanges entre Bretons et Anglo-Saxons.
Le Lindsey apparaît dans le Tribal Hidage sous le nom Lindesfarona mid Haeþfeldlande (« Lindsey avec Hatfield Chase ») et une superficie de 7 000 hides, soit autant que le royaume d'Essex ou celui des Hwicce.
Dans les années 620, le Lindsey est soumis à l'autorité du roi Edwin de Northumbrie et le missionnaire Paulin fonde une église à Lincoln. Bède rapporte que la première personne qu'il parvient à convertir dans ce royaume est un certain Blæcca. Après la mort d'Edwin, l'expansion northumbrienne connaît un coup d'arrêt et le Lindsey passe sous la domination de Penda de Mercie. En 674, Ecgfrith de Northumbrie reprend le contrôle du Lindsey à la suite de sa victoire sur Wulfhere, le fils de Penda, mais il est battu cinq ans plus tard à la bataille de la Trent par Æthelred, le fils et successeur de Wulfhere. Après cette bataille, l'archevêque Théodore de Cantorbéry négocie une paix entre les deux souverains qui entérine le passage définitif du Lindsey dans l'orbite mercienne. C'est à l'abbaye de Bardney, un monastère du Lindsey, qu'Æthelred choisit de se retirer lorsqu'il abdique, en 704.

### Sources primaires
- Asser (trad. Alban Gautier), Histoire du roi Alfred, Paris, Les Belles Lettres, 2013 (ISBN 978-2-251-34063-0).
- Bède le Vénérable (trad. Philippe Delaveau), Histoire ecclésiastique du peuple anglais, Gallimard, coll. « L'Aube des peuples », 1995, 399 p. (ISBN 2-07-073015-8).
- (en) Michael Swanton (trad.), The Anglo-Saxon Chronicle, Routledge, 1996, 363 p. (ISBN 0-415-92129-5, lire en ligne).

### Études modernes
- (en) Steven Bassett, « Lincoln and the Anglo-Saxon see of Lindsey », Anglo-Saxon England, no 18,‎ 1989, p. 1-31 (DOI 10.1017/S026367510000142).
- (en) Barrie Cox, « The pattern of Old English burh in early Lindsey », Anglo-Saxon England, no 23,‎ 1994, p. 35-56 (DOI 10.1017/S0263675100004488).
- (en) David N. Dumville, « The Anglian collection of royal genealogies and regnal lists », Anglo-Saxon England, vol. 5,‎ 1976 (DOI 10.1017/s0263675100000764).
- (en) Margaret Gelling, « The name Lindsey », Anglo-Saxon England, no 18,‎ 1989, p. 31-32 (DOI 10.1017/S026367510000142).
- (en) Simon Keynes, « Lindsey », dans Michael Lapidge, John Blair, Simon Keynes et Donald Scragg (éd.), The Wiley Blackwell Encyclopedia of Anglo-Saxon England, Wiley Blackwell, 2014, 2e éd. (ISBN 978-0-470-65632-7).
- (en) Frank M. Stenton, « Lindsey and its kings », dans Doris M. Stenton (éd.), Preparatory to Anglo-Saxon England : Being the Collected papers of Frank Merry Stenton, Oxford, Clarendon Press, 1970.
- (en) A. G. Vince (dir.), Pre-Viking Lindsey, City of Lincoln Archaeological Unit, 1993, 156 p. (ISBN 978-0-9514987-7-4).

- Cameron, Kenneth. Dictionary of Lincolnshire Place-Names (Nottingham, 1998)
- Hart, Cyril  The Tribal Hidage, Transaction of the Royal Historical Society(1971), 133-157 at pp. 136, 152
- Hayes, P. Roman to Saxon in the South Lincolnshire Fens, Antiquity, 62 (1988)
- Higham, N. J. The Convert Kings: Power and religious affiliation in early Anglo-Saxon England. Manchester University Press. Manchester-1997.  (ISBN 0-7190-4828-1)
- Jones, Michael J. y Stocker, David. Settlement in the Lincoln Area
- Leahy, Kevin The Anglo Saxon Kingdom of Lindsey: the archaeology of an Anglo-Saxon kingdom(2008); pp. 98-99.
- May, Jeffrey. Dragonby: A report on Excavation at an Iron Age and Romano-British Settlement in North Lincolnshire, 2 volumes (Oxford, 1996)
- May, Jeffrey. An Historical Atlas of Lincolnshire, ed. Stewart & Nicholas Bennett (Chichester, 2001)
- Stenton, Frank. The Lincolnshire Domesday and the Lindsey Survey, ed. C. W. Foster y Thomas Longley (Lincoln, 1924).
- Welch, Martin. The Archaeological Evidence for Federate Settlement in Britain Within the V Century in L'Armée Romaine et les Barbares du IIIe au VIIe Siècle, Ed. Françoise Vallet y Michel Kazanski (Rouen, 1993), pp. 269-277
- Yorke, Barbara Anglo-Saxon gentes and regna, British Archaeology, 87 (2006)